# Figure 8
«Figure 8» es una canción de la artista británica Ellie Goulding. Fue lanzado en el Reino Unido el 16 de diciembre de 2012 como el segundo sencillo de Halcyon (2012). La canción fue compuesta por Goulding y Jonny Lattimer, y producido por Mike Spencer y por el músico de dubstep MONSTA. Un video musical de la canción fue lanzada en noviembre de 2012.

## Lista de canciones
| Descarga digital |                                                       |          |  |
| N.º              | Título                                                | Duración |  |
| 1.               | «Figure 8» (Radio Edit)                               | 3:39     |  |
| 2.               | «Anything Could Happen» (Radio 1 Live Lounge Version) | 3:03     |  |
| 3.               | «Figure 8» (Breakage's Crenshaw & Adams Remix)        | 4:26     |  |
| 4.               | «Figure 8» (French Fries Club Mix)                    | 5:23     |  |
| 5.               | «Figure 8» (Xilent Remix)                             | 4:30     |  |

## Posicionamiento en listas y certificaciones
| Lista (2012-13)                       | Mejor posición |
| ------------------------------------- | -------------- |
| Escocia (The Official Charts Company) | 33             |
| Eslovaquia (Airplay Chart)            | 27             |
| Finlandia (OFC)                       | 16             |
| Nueva Zelanda (Recorded Music NZ)     | 10             |
| Reino Unido (UK Singles Chart)        | 33             |

| País          | Organismo certificador | Certificación | Ventas |
| ------------- | ---------------------- | ------------- | ------ |
| Nueva Zelanda | RIANZ                  | Disco de Oro  | 7.500  |

## Historial de lanzamientos
| País        | Fecha                   | Discográfica | Formato          |
| ----------- | ----------------------- | ------------ | ---------------- |
| Reino Unido | 13 de diciembre de 2012 | Polydor      | Descarga digital |